# Glavinica
Glavinica (bulharsky Главиница) je město ležící v severním Bulharsku, v Dolnodunajské nížině, na úpatí Ludogorské plošiny. Je správním střediskem stejnojmenné obštiny a žije v něm přibližně 1 600 obyvatel.

## Historie
Přestože oblast byla prokazatelně osídlena již od starověku, vlastní sídlo vzniklo až na přelomu 18. a 19. století okolo tehdy postavené mešity, která sloužila mohamedánským pastevcům žijícím v okolních roztroušených usedlostech. Tehdy se nazývalo Asvatköy nebo Başıkır. V roce 1878 se stalo součástí Bulharského knížectví pod názvem Asvatkjoj (Асваткьой) a v době, kdy byla Jižní Dobrudža součástí Rumunska (1913–16 a 1919–1940), nesla název Asfatchioi. Současný název nese obec od roku 1942. Městem byla Glavinica prohlášena výnosem Rady ministrů z 5. září 1984.

## Obyvatelstvo
Níže uvedená tabulka ukazuje vývoj populace města od třicátých let (1934–2021):
| Rok      | 1934  | 1946  | 1956  | 1965  | 1975  | 1985  | 1992  | 2001  | 2011  | 2021  |
| Populace | 1 160 | 1 510 | 1 966 | 2 208 | 2 566 | 2 583 | 2 362 | 2 065 | 1 569 | 1 254 |

K 15. prosinci 2024 ve městě žilo 1 630 obyvatel a bylo zde trvale hlášeno 1 904 obyvatel. Podle sčítání z 1. února 2011 bylo národnostní složení následující:
- Bulhaři: 864 (64.1 %)
- Turci: 387 (28.7 %)
- Romové: 96 (7.1 %)